# Dirk Agena

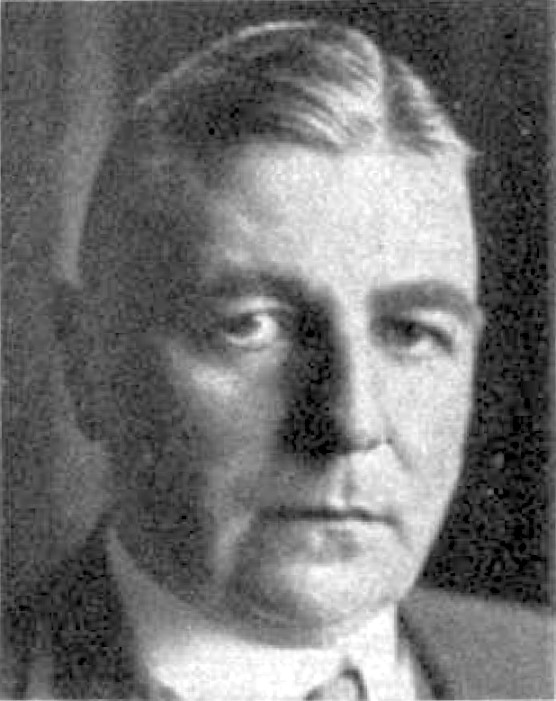
Dirk Agena

Dirk Meints Agena (* 15. Mai 1889 in Osteeler-Altendeich; † 24. Juni 1934 in Greetsiel) war ein deutscher Jurist, Landwirt und Politiker (DNVP).

## Leben
Dirk Agena wurde am 15. Mai 1889 als Sohn eines Landwirtes in Osteeler-Altendeich geboren. Nach dem Besuch der Volksschulen in Wirdumer-Neuland und Osteeler-Altendeich sowie dem Abitur 1907 am Ulrichsgymnasium Norden studierte er an der Universität Grenoble, der Universität Leipzig und der Philipps-Universität Marburg Rechtswissenschaft. 1907 wurde er im Corps Lusatia Leipzig recipiert. Dieses beendete er 1910 mit dem ersten juristischen Staatsexamen. Anschließend absolvierte er das Referendariat in Gifhorn, Aurich, Hannover und Celle. Er leistete 1911/12 als Einjährig-Freiwilliger Wehrdienst beim Ostfriesischen Feldartillerie-Regiment 62 und wurde zum Leutnant befördert. Von 1914 bis 1918 nahm er als Soldat am Ersten Weltkrieg teil, zuletzt als Batterieführer des 19. Reserve-Feldartillerie-Regimentes. Nach Kriegsende wurde er in Marburg zum Dr. iur. promoviert. Er bestand das zweite juristische Staatsexamen und wurde im Oktober 1919 zum Gerichtsassessor ernannt. Er wechselte anschließend in die Landwirtschaft und übernahm 1921 die Bewirtschaftung des väterlichen Hofes, eines Zuchtbetriebs in Hagenpolder. Agena amtierte 1923–1928 als Gemeindevorsteher (Bürgermeister) in Grimersum. Daneben im Genossenschaftswesen engagiert, war er Vorstands- und Aufsichtsratsmitglied verschiedener Genossenschaften. 1925–1928 war er Vorsitzender des Ostfriesischen Landbundes. Bei der Reichstagswahl 1928 wurde er in den Reichstag (Weimarer Republik) gewählt, dem er bis November 1933 angehörte. Im Parlament vertrat er den Wahlkreis Weser-Ems.